# Schloss Uebigau

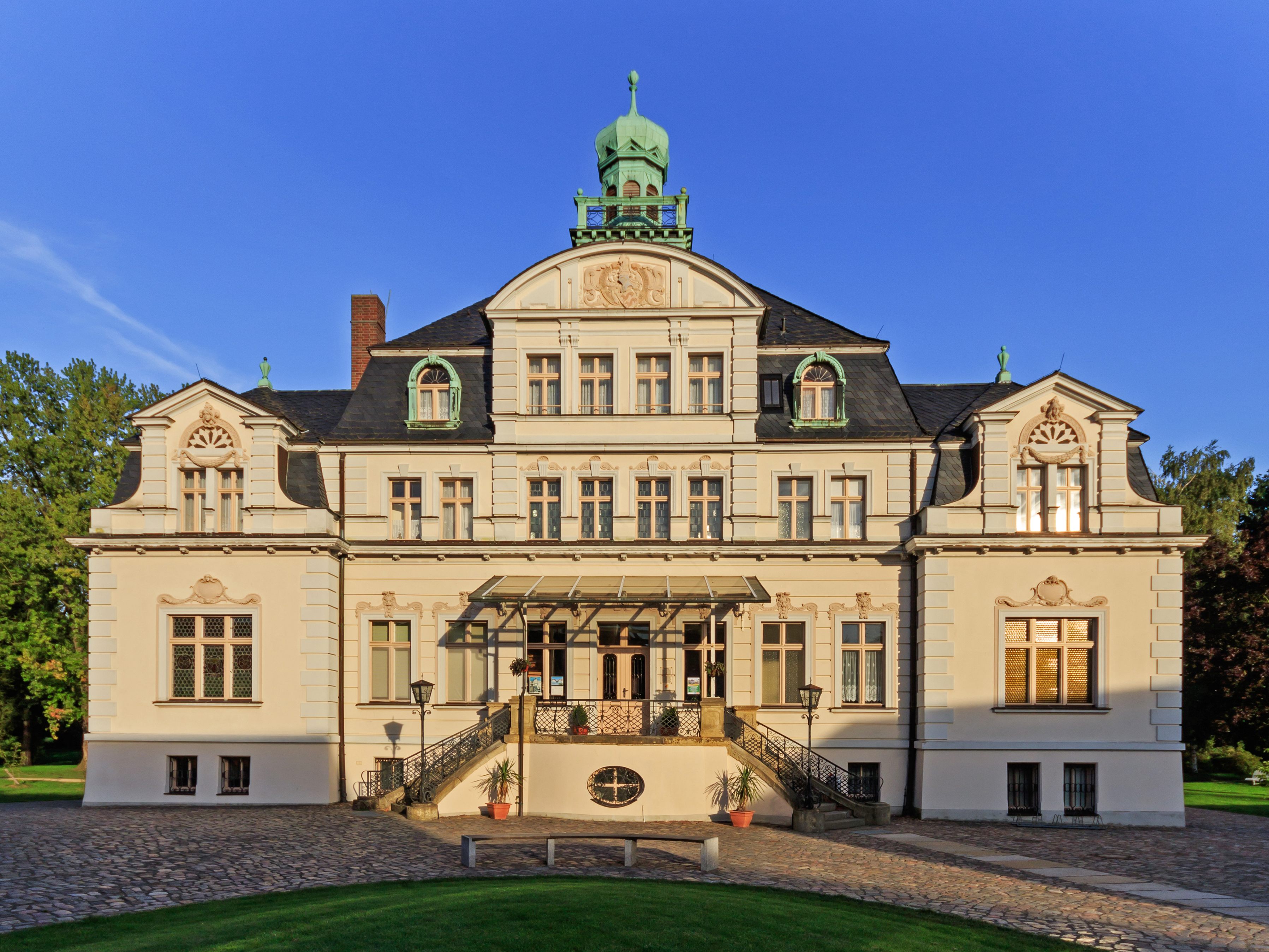
Schloss Uebigau
Stadtseite

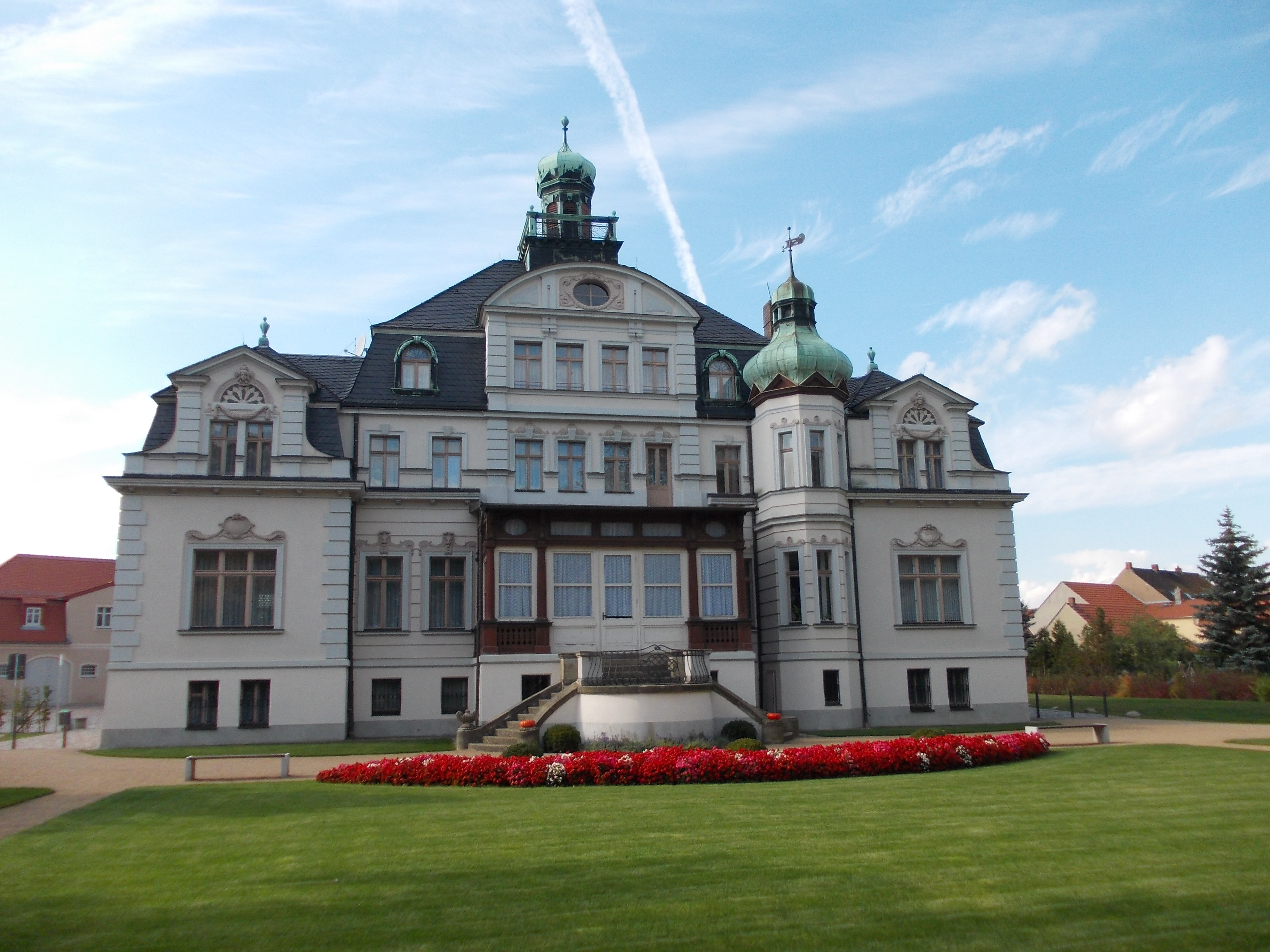
Schloss Uebigau
Sicht vom Schlosspark

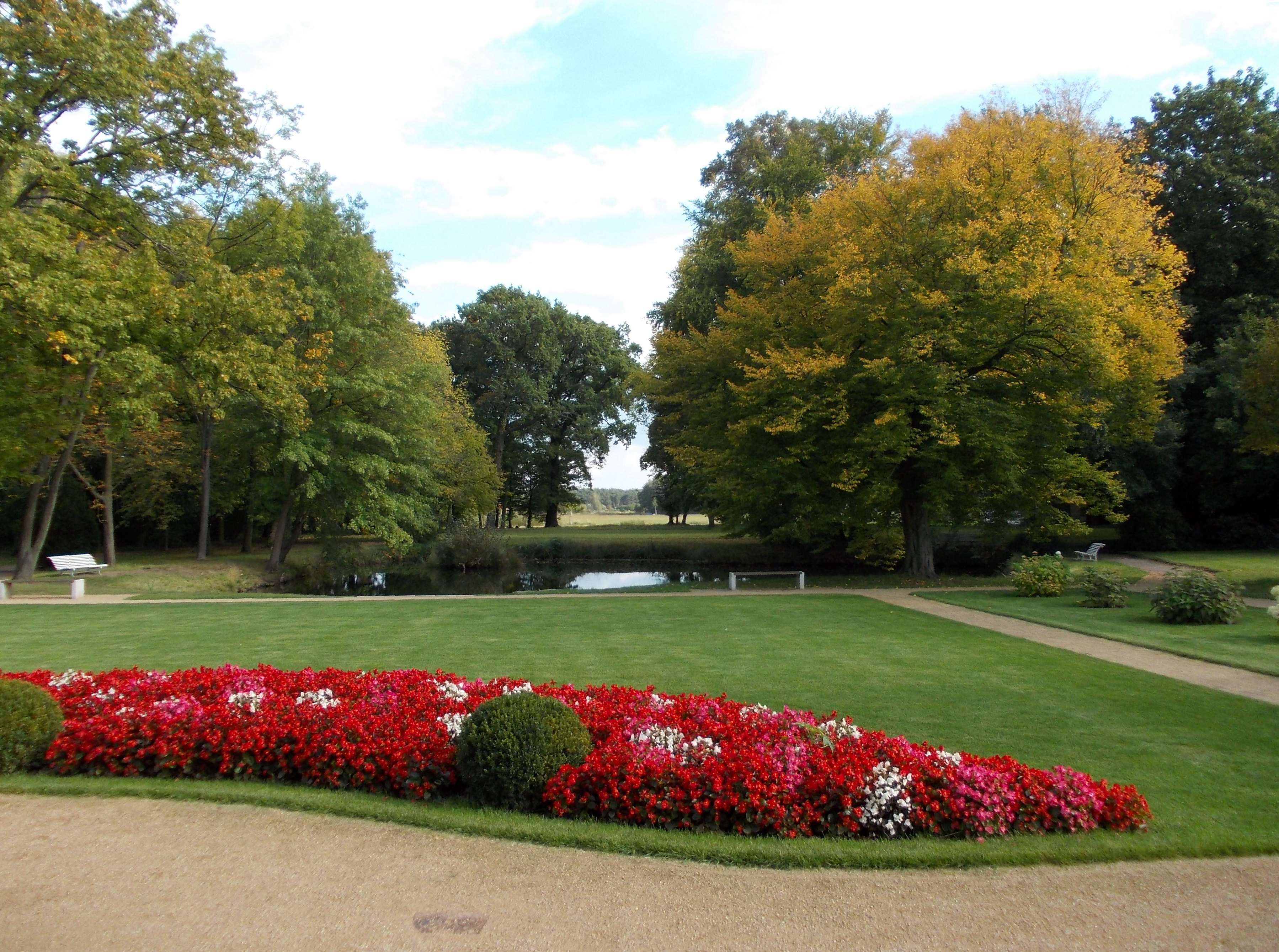
Schlosspark

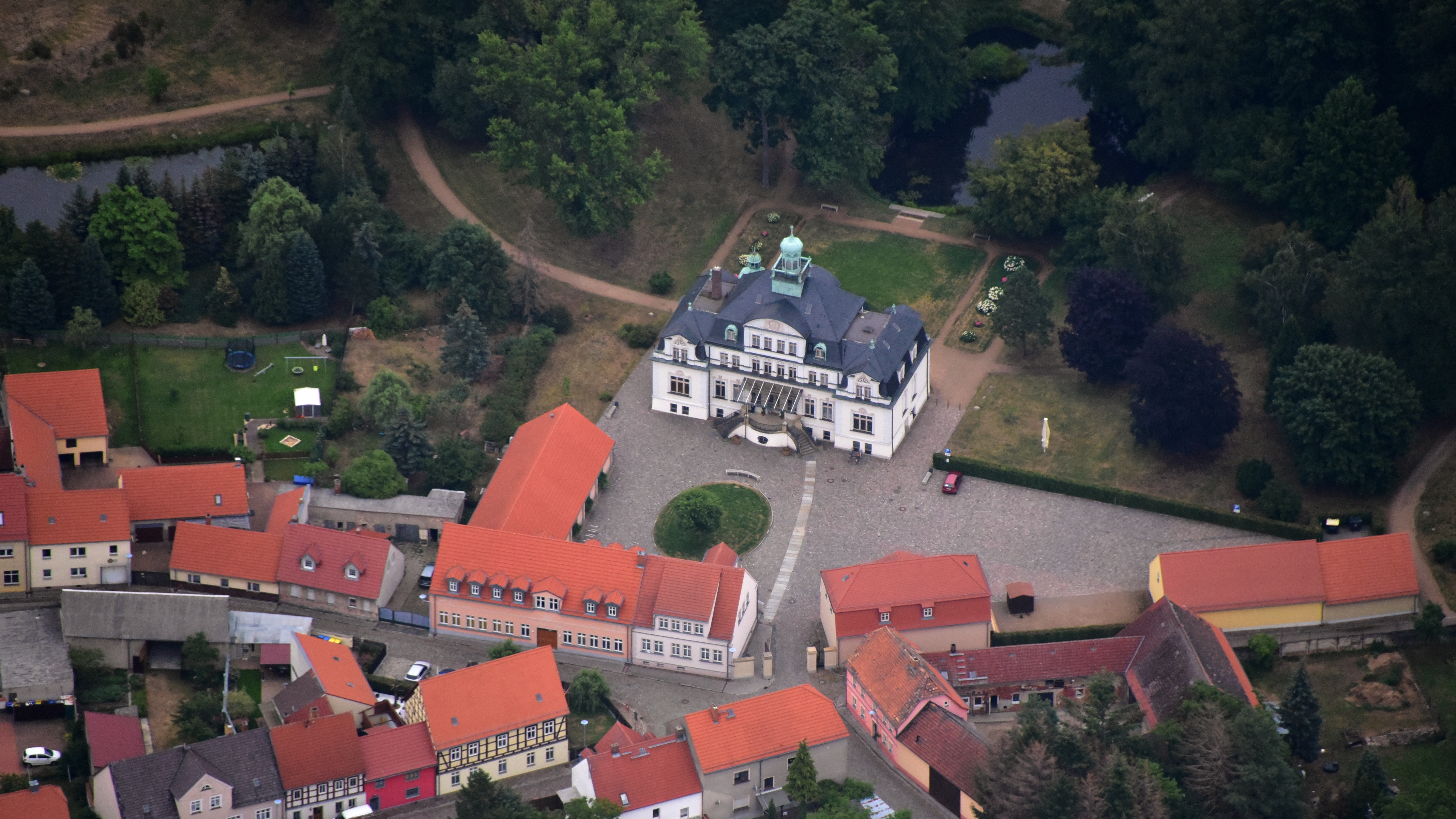
Schloss Uebigau, Luftaufnahme (2019)

Das Schloss Uebigau ist das jüngste Schloss im Landkreis Elbe-Elster und befindet sich im historischen Stadtkern von Uebigau. Es wurde im neobarocken Stil errichtet und weist Elemente des Jugendstils auf. Hinter dem Gebäude schließt sich ein etwa zwei Hektar großer Schlosspark aus dem 19. Jahrhundert an.

## Geschichte
1864 erwarb der Berliner Bauunternehmer Johannes August Schmidt das Rittergut 2. Teils vom Vorbesitzer Heinrich Pinkerneil, ließ ein altes Wohnhaus abreißen und 1864/65 ein Herrenhaus als „Schwarzbau“ errichten.
Anschließend wechselten die Besitzer mehrfach und in schneller Folge (Friedrich Hürche, Max von Schönberg, Carl Böhm).
1867 bis mindestens 1878 war Moritz Rutschmann aus Finsterwalde Besitzer des Grundstückes. Er war beschäftigt beim Bau der Bahnlinie Falkenberg-Cottbus. 
1886 gestaltete der neue Besitzer, Hauptmann a. D. Georg von Bismarck, das Schloss wohnlicher. 
1898 ist Paul Besckow als Besitzer vermerkt.
Anschließend wurde das Haus an Major Ernst Bock von Wülfingen verkauft, der dem Schloss sein heutiges Aussehen verlieh. Dazu ließ dieser nach Plänen des Leipziger Architekten Gustav Pflaume 1904 den Mitteltrakt aufstocken und ihm ein Mansarddach sowie einen Dachturm aufsetzen. Der ursprüngliche, parkseitige Turm wurde mit einer Zwiebelhaube versehen.
1904 wurde im Schlosspark ein Gewächshaus gebaut und 1909/1910 ein Gärtnerhaus errichtet.
Rittmeister a. D. von Bomhardt übernahm das Gut von seinem Schwiegervater und wurde 1945 enteignet.
Im Jahr 1951 wurde eine Jugendherberge im Schloss eingerichtet. Seit 1990 wird es als „städtische Schlossherberge“ genutzt.
Sanierungen fanden 1996/97 sowie 2000 im Innenbereich statt.
2010/2011 wurden Schlosshof und Parterre neu gestaltet.